# دون ماكدوغال
دون ماكدوغال (بالإنجليزية: Don MacDougall)‏ هو مهندس الصوت أمريكي، ولد في القرن العشرين.

## وصلات خارجية
- دون ماكدوغال على موقع IMDb (الإنجليزية)
- دون ماكدوغال على موقع قاعدة بيانات الفيلم (الإنجليزية)